# Adam Rąpalski
Adam Rąpalski (ur. 19 lipca 1944 w Krakowie, zm. 4 października 2019) – polski artysta plastyk, muzealnik oraz działacz opozycji antykomunistycznej w czasach PRL.

## Życiorys
Był absolwentem Wydziału Form Przemysłowych Akademii Sztuk Pięknych w Krakowie. Od 1970 roku był członkiem Związku Polskich Artystów Plastyków, gdzie od 1980 roku brał udział w tworzeniu struktur NSZZ „Solidarność”. Został wybrany na przewodniczącego Komitetu Założycielskiego NSZZ Projektantów Wzornictwa Przemysłowego „Solidarność”, a następnie na przewodniczącego Komisji Zakładowej ZPAP Okręgu Krakowskiego związku. Po ogłoszeniu stanu wojennego kontynuował pracę w tajnych strukturach „Solidarności” w ZPAP, zajmując się m.in. projektowaniem znaczków, kalendarzy, afiszy i ulotek oraz pomagając przy emisjach radia „Solidarność”. W 1982 roku założył przy ul. Łobzowskiej 6 w Krakowie antykwariat "Galicja", który stał się punktem kontaktowym opozycji oraz miejscem kolportażu podziemnej prasy i wydawnictw. Adam Rąpalski był również członkiem Towarzystwa im. gen. Józefa Kustronia w Nowym Sączu oraz krakowskiej Regionalnej Komisji Wykonawczej – Solidarność Małopolska. Nawiązał również współpracę z Niezależnym Ruchem Kombatantów Armii Krajowej. Działalność ta spowodowała, że był rozpracowywany przez Wydział III Komendy Wojewódzkiej Milicji Obywatelskiej w ramach akcji „Działacze”, gdzie w dniu 5 kwietnia 1982 roku zarejestrowano go jako wroga ustroju.

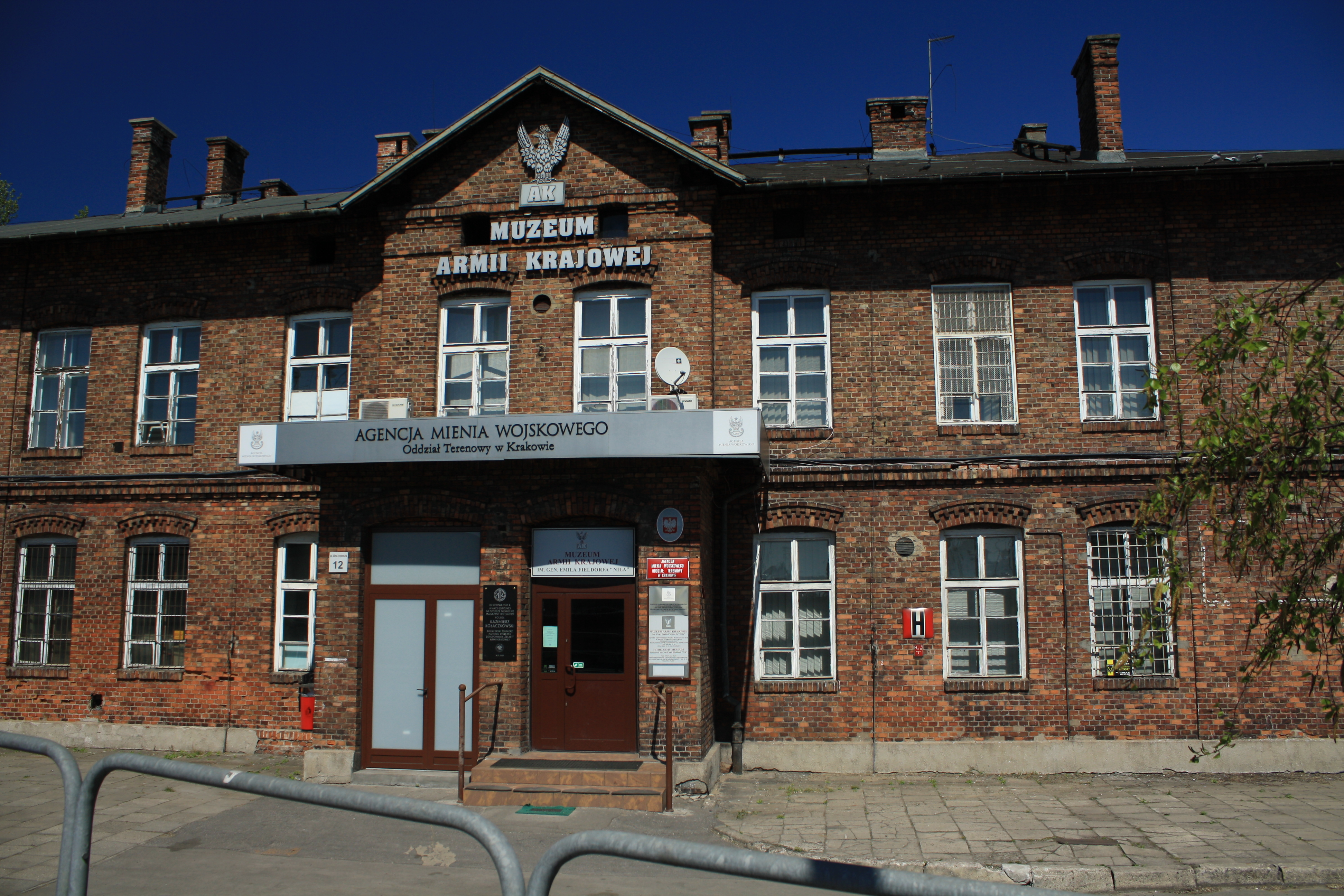
Muzeum Armii Krajowej w Krakowie

W 1989 roku był członkiem Komitetu Obywatelskiego „Solidarność”. Rok później współorganizował wystawę pt. "Nasza droga do Niepodległości", otwarta w budynku dawnego Muzeum Lenina przy Topolowej 5. Stała się ona zaczątkiem powstania krakowskiego Muzeum Armii Krajowej, otwartego w 2000 roku. Adam Rąpalski objął stanowisko pierwszego dyrektora placówki, którą to funkcję pełnił do końca czerwca 2013 roku.
W 2017 roku otrzymał portugalskie odznaczenie prywatne Order Świętego Sebastiana, a w 2018 roku Krzyż Wolności i Solidarności.
Został pochowany na krakowskim cmentarzu Prądnik Czerwony (Batowickim) (kw. XII-1-17).

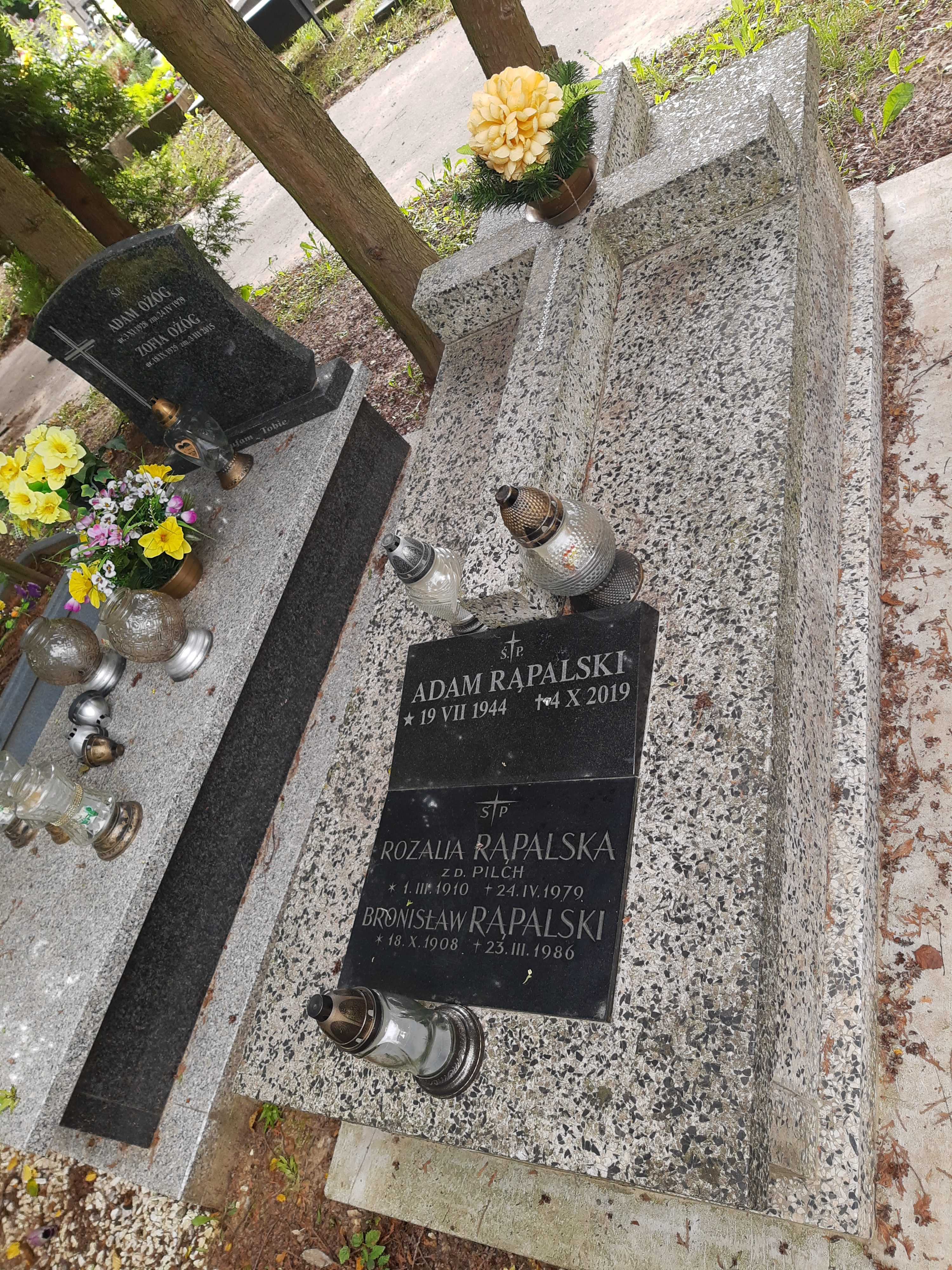
Grób Adama Rąpalskiego na Cmentarzu Prądnik Czerwony